# Uelsby
Uelsby (früher auch: Ülsby; dänisch: Ølsby) ist eine Gemeinde im Kreis Schleswig-Flensburg in Schleswig-Holstein. Im Gemeindegebiet liegen Quastrup (Kvastrup), Stade, ein Teil Ekebergkrugs (Egebjergkro), Uelsbyfeld und Uelsbyholz (Ølsbyskov).

## Geografie und Verkehr
Uelsby liegt etwa 16 Kilometer nördlich von Schleswig und 20 Kilometer südlich von Flensburg in ländlicher Umgebung. Westlich verläuft die Bundesautobahn 7 von Schleswig nach Flensburg und südlich die Bundesstraße 201 von Schleswig nach Kappeln. Durch Uelsby verläuft die Landesstraße 22, die Sörup mit Triangel an der B 201 verbindet. Westlich des Ortes befindet sich in einem kuppig strukturiertem Gelände mit Höhen von bis zu 50 m das etwa 123 ha große Waldgebiet Ausselbek (auch: Ausselbeker Gehege, dänisch: Okselbæk Skov), das größtenteils den Schleswig-Holsteinischen Landesforsten untersteht. Ein kleiner Anteil ist jedoch auch Bauernwald. Der Laubmischwald besteht vor allem aus Buche, Eiche, Esche und nur vereinzelt aus Nadelhölzern. Der älteste Baumbestand stammt von 1820.

## Geschichte
Die Jakobuskirche wurde im 13. Jahrhundert erbaut.
Der Ortsname ist erstmals 1352 dokumentiert. Er setzt sich zusammen aus dän. -by für Siedlung und dem Personennamen des Øleb oder Ølwir – einem Personennamen, der sich aus *ala in der Bedeutung ganz und *wiha in der Bedeutung heilig zusammensetzt. Möglich ist auch eine Ableitung von altnord. hylr für eine Vertiefung. Nachdem neben der historisch überlieferten Schreibweise Uelsby immer wieder die Schreibweise Ülsby auftauchte, hat die Gemeindevertretung Mitte der 1990er Jahre die Schreibweise Uelsby für den (deutschen) Gemeindenamen beschlossen.

## Politik

### Gemeindevertretung
Bei der Kommunalwahl am 14. Mai 2023 wurden insgesamt neun Sitze vergeben. Diese fielen erneut alle an die Aktionsgemeinschaft Attraktives Uelsby.

### Wappen
Blasonierung: „Von Grün, Gold und Silber durch zwei aneinander geschobene gold-blaue Göpel geteilt. Unten eine schwarze Kirche.“

## Sehenswürdigkeiten
In der Liste der Kulturdenkmale in Uelsby stehen die in der Denkmalliste des Landes Schleswig-Holstein eingetragenen Kulturdenkmale.
Die Kirche von Uelsby wurde im 13. Jahrhundert gebaut. Sie soll einer Sage nach von einer adligen Dame aus Uelsby gestiftet worden sein. Bevor die Kirche existierte, sei die Dame nach Struxdorf in die Kirche gegangen, aber dort sei ihr „Schoßhund“ von einem anderen Hund gebissen worden, deshalb der Bau einer eigenen Kirche.

## Söhne und Töchter der Gemeinde
- Hans Adolph Weymar (1884–1959), vierfacher Fußballnationalspieler, sechsfacher Meister des HAFB
- Hans Heinrich Joost (1903–?), deutscher SS-Obersturmführer, verurteilter NS-Kriegsverbrecher